# Apache Wicket
Apache Wicket é uma framework para o desenvolvimento de aplicações Web para Java que chegou na versão 1.0 em junho de 2005. Ele é semelhante ao JavaServer Faces ou Tapestry, e se tornou um projeto de alto nível da Apache em junho de 2007. 
De acordo com os desenvolvedores do Wicket, Wicket melhora outros frameworks baseados em componentes para web em vários pontos:
- Gerenciamento de estado transparente
- Páginas do Wicket podem ser mocked up, pre visualizadas, e depois revisadas utilizando ferramentas WYSIWYG HTML.
- Processamento dinâmico de conteúdo e formulários de manipulação em código Java.
- Sem arquivos de configuração utilizando XML.